# Szokoly Gyula
Szokoly Gyula (Kocsér, 1906. január 13. – Budapest, 1982. szeptember 18. előtt) színész, rendező, színházigazgató.

## Életútja
Pályafutását vidéken kezdte, 1929–32-ben Miskolcon, 1933–35-ben Debrecenben, 1938–39-ben Szegeden játszott. 1941-től Jakabffy Dezső társulatának volt a tagja Pécsett, Debrecenben és Szatmáron fordultak meg. 1944–47-ben a Kecskeméti Katona József Színház igazgatója volt, 1950–54-ben és 1960–62-ben a kecskeméti társulatnál szerepelt. 1946-ban a Vidéki Színigazgatók Szövetségének főtitkára volt, 1957–58-ban a Kamara Varietében lépett fel, 1966-ban még szerepelt és rendezett is Kecskeméten. Működött mint tánctanító és játékmester, kezdetben táncoskomikus volt, később jellemszínész. Temetésére 1982. szeptember 21-én került sor Miskolcon, a Szentpéteri kapui városi temetőben.

## Fontosabb szerepei
- Hessen Maxi (Bíró Lajos: Sárga liliom)
- Slukk Tóni (Kálmán Imre: A cirkuszhercegnő)
- Francia király (Kacsóh Pongrác: János vitéz)

## Főbb rendezései
- ifj. Johann Strauss: A cigánybáró
- Schubert–Berté: Három a kislány
- Huszka Jenő: Gül Baba